# Chiesa di San Nicolò (Ton)
La chiesa di San Nicolò è la parrocchiale di Toss, frazione di Ton in Trentino. Fa parte della zona pastorale delle Valli del Noce e risale al XVI secolo.

## Storia

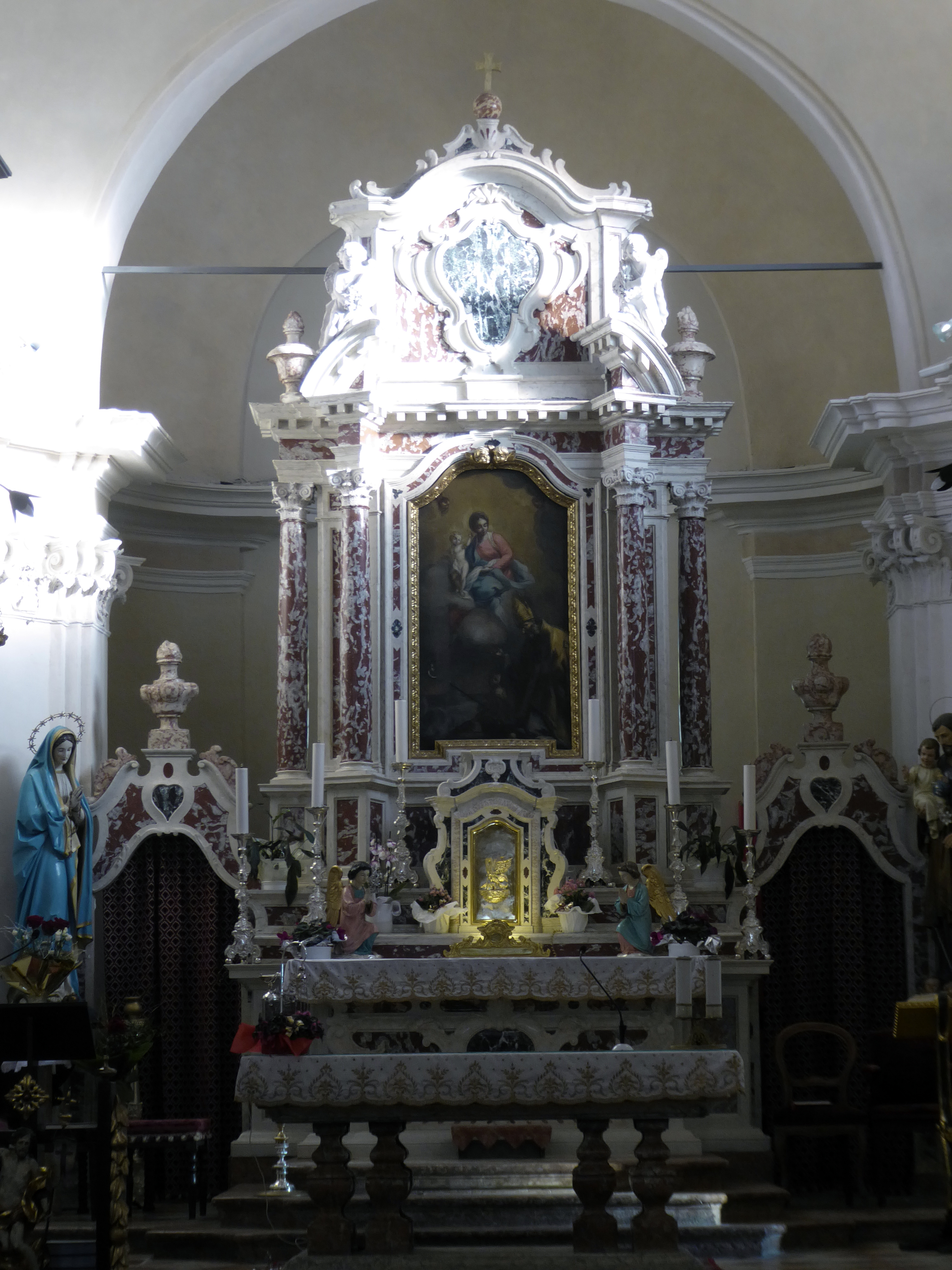
Altare maggiore.

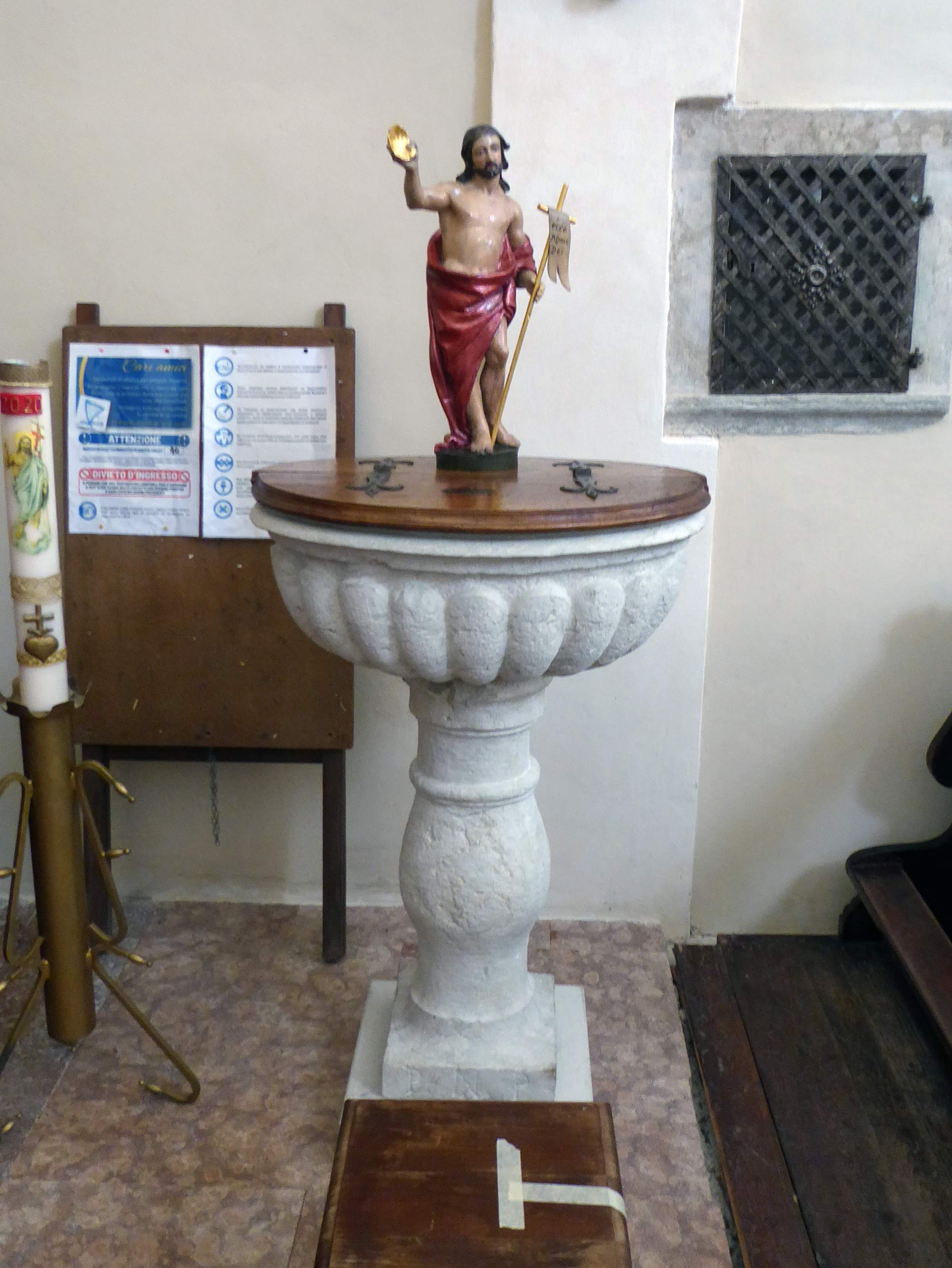
Fonte battesimale.

La prima attestazione di questo luogo di culto risale alla visita pastorale del 25 giugno 1537, durante il principato di Bernardo Clesio: i visitatori chiedevano che i soldi raccolti nella cappella già dedicata a san Nicolò fossero utilizzati per completare i lavori di ampliamento della chiesa di Santa Maria Assunta a Vigo di Ton. Nel 1562 la chiesa fu oggetto di ampliamenti, dovuti probabilmente all'aumento della popolazione, testimoniati da alcuni manoscritti conservati nell'archivio parrocchiale di Toss nei quali sono annotate le spese per il trasporto di "prede da murar" e "laresi grossi" (ovvero grossi larici) alla "ghiesia de Santo Nicolò". Negli Atti visitali del 1579 è indicata la presenza di due altari, quello maggiore dedicato a san Nicolò e uno laterale a santa Lucia, inoltre sono segnalati lavori di rifacimento del tetto. I lavori proseguirono probabilmente fino al 1584, data scolpita sull'architrave del portale d'ingresso.
Negli Atti Visitali del marzo 1616 è menzionata come priva di avvolto ed è segnalato un lascito per la costruzione di un altare dedicato a santa Barbara, completato però soltanto nel 1649, l'anno in cui fu consacrato dal vescovo delegato Jesse Perchoffer. Venne elevata a dignità di primissaria nel 1661 e nel 1672 fu posta la pavimentazione. Fu elevata a curazia della chiesa di Santa Maria Assunta di Ton nel 1690. Seguirono lavori di restauro delle volte.
L'8 giugno 1724 don Nicolò Pedroni, assieme al fratello Antonio, fondarono un beneficio (beneficio Pedroni) da lasciare ad un sacerdote della famiglia consistente in diversi fondi, una somma di denaro e la casa nella quale abitava a patto che il beneficiario celebrasse quattro messe in settimana nella chiesa di San Nicolò. Inoltre i fratelli Pedroni nel 1720 fecero costruire una pietra tombale all'interno della chiesa, per ricordare i sacerdoti della famiglia.
Nel corso del XVIII secolo, tra il 1769 e il 1773, la chiesa fu ristrutturata, in particolare furono ampliati il presbiterio e la sacrestia e prolungata la navata. I lavori furono affidati all'architetto e stuccatore Antonio Bianchi, proveniente da Brienno. Nella prima parte del XIX secolo la chiesa risulta in pessime condizioni, tanto che il vento fece crollare nel 1837 la copertura del campanile. L'arrivo di don Giovanni Battista Conci, nel 1868, migliorò le condizioni dell'edificio, descritte dal sacerdote nell'urbario con termini piuttosto drastici quali "sconcezza" e "ribrezzo". Fu rinnovato infatti con una nuova pavimentazione e nuovi banchi, inoltre fu sistemata la muratura del cimitero esterno. Pochi mesi dopo l'arrivo del curato, nel 1869, ci fu la prima processione, in occasione della prima domenica di maggio, della statua della Madonna, fatta costruire nel 1855 in seguito alla proclamazione del dogma dell'Immacolata Concezione, nel pieno dell'epidemia di colera che colpì anche i paesi dell'attuale comune di Ton. Nel 1872 il Comune di Toss acquistò la casa della contessa Ars e la trasformò in canonica, cosicché il curato potesse risiedervi stabilmente.
Nel 1916, durante la Prima guerra mondiale, fu requisita dagli austriaci la campana minore, poi nel maggio del 1921 si ruppe la campana maggiore e così la chiesa ne rimase priva. Il governo italiano sostenne che le campane non furono requisite, ma donate al governo austriaco dai Thun, così fu indetta una sottoscrizione per l'acquisto di quattro campane, realizzate da Giovanni Colbacchini nel 1925. Il costo totale ammontava a 17.896 lire.  Nel secondo dopoguerra si iniziò un lavoro di restauro generale. Il 16 agosto 1962 venne elevata a dignità parrocchiale, poi si procedette con i lavori di adeguamento liturgico, al rifacimento della copertura del tetto, la ritinteggiatura e il rinnovo degli arredi. 
Alla fine degli anni ottanta si attuarono interventi per la protezione dall'umidità e pochi anni dopo fu necessario mettere in sicurezza l'edificio per i danni subiti per le scosse di terremoto. Tali lavori proseguirono sino al 1999. Nel primo decennio del XXI secolo venne realizzato un ciclo di restauri conservativi che riguardò i dipinti murali e gli stucchi, il consolidamento statico generale, la copertura del tetto, gli arredi ed il controllo degli impianti.

## Descrizione

### Esterno

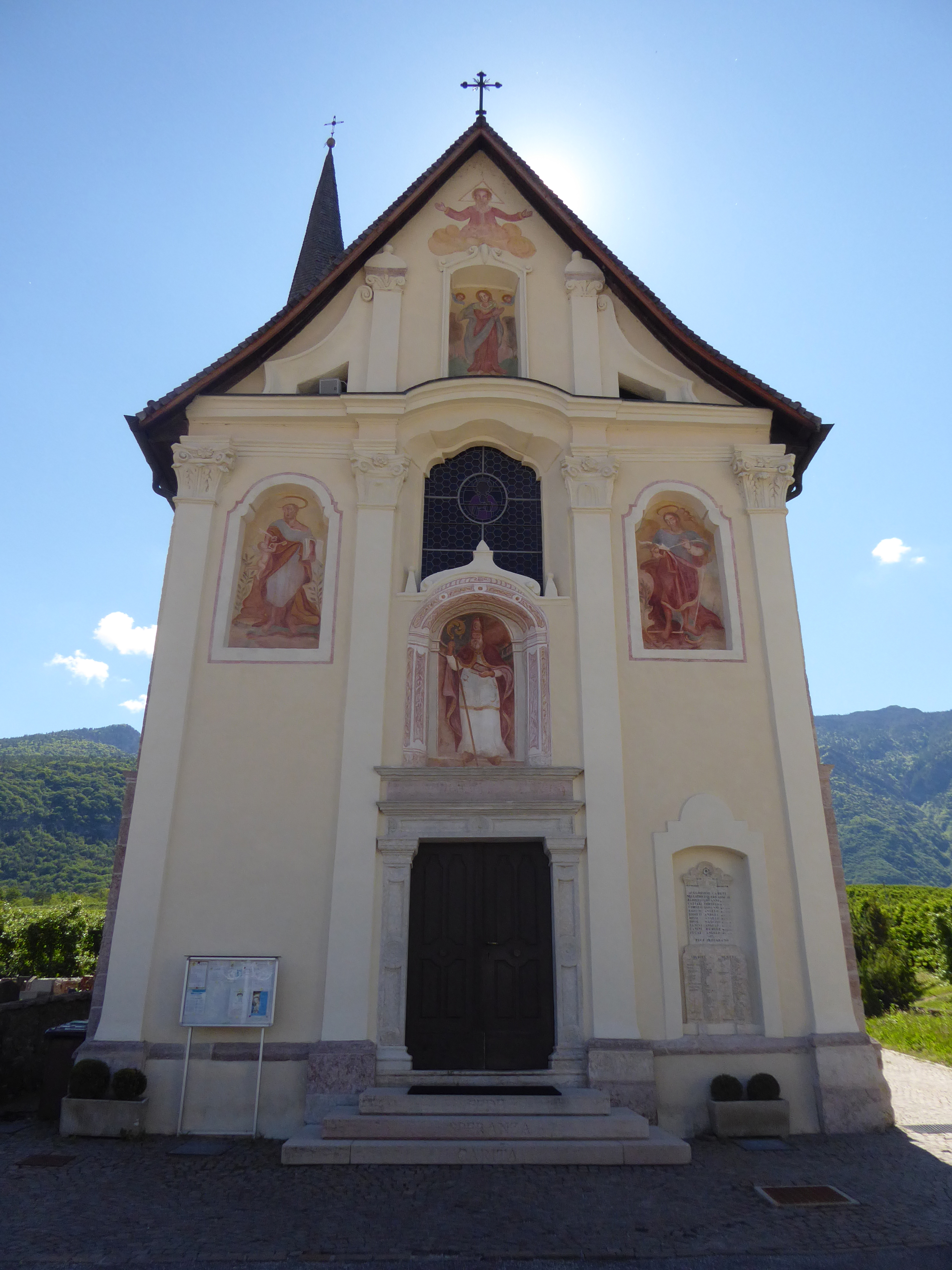
Facciata

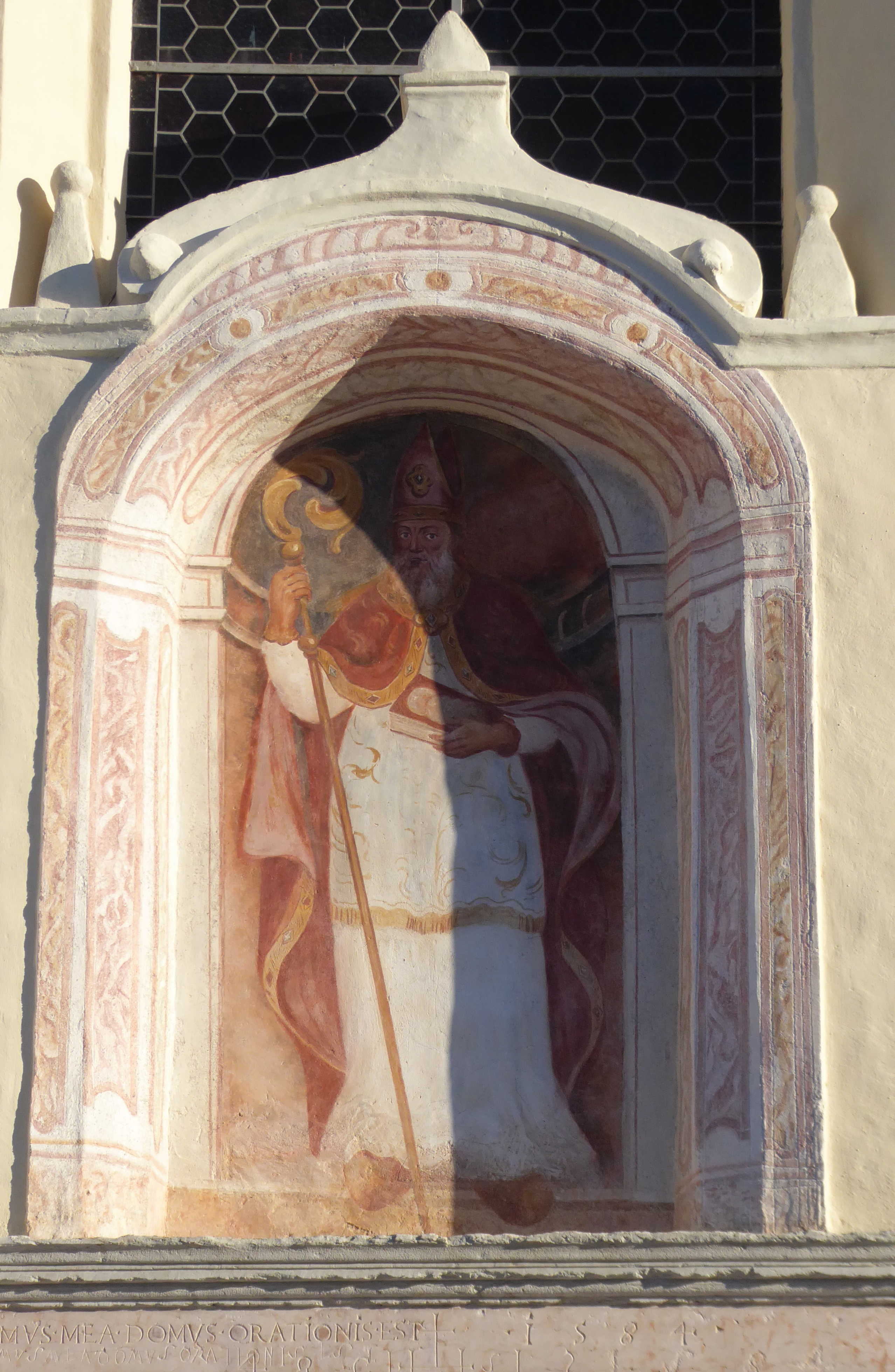
Affresco di san Nicolò sulla facciata

La chiesa, orientata verso sud est, è collocata nella parte alta del centro abitato di Toss. 
Presenta una facciata dal profilo cuspidato in stile tardobarocco molto elaborata con quattro grandi paraste che la dividono in tre parti. Quella centrale, oltre al portale architravato cinquecentesco, con l'iscrizione "Domus mea domus orationis est" e la data del 1584, è arricchita da una grande nicchia con un affresco settecentesco raffigurante San Nicolò e, sopra, da una grande finestra che porta luce alla sala. 
I due settori laterali, nella parte superiore, hanno altre due nicchie simmetriche affrescate: a sinistra è rappresentato San Pietro e a destra San Paolo. La facciata è conclusa dal particolare frontone dai contorni curvilinei, con affreschi anch'essi settecenteschi sia nella piccola nicchia al centro, nella quale è rappresentata la Madonna, sia sulla superficie superiore, con la raffigurazione del Padre Eterno. A destra del portale è presente il monumento ai caduti. 
A destra è presente un accesso secondario e più avanti la sacrestia, mentre la torre campanaria è addossata alla struttura, sulla sua sinistra. Di struttura robusta, quadrangolare e con pietra a vista, presenta la cella campanaria con quattro finestre centinate. La copertura piramidale è preceduta da timpani intonacati recanti oculi, ad eccezione di quello frontale con il dipinto di un orologio. Infine sono presenti globo, bandierina segnavento e croce apicale. Attualmente sono presenti quattro campane:
- il "SOL", la "Granda";
- il "LA", la "Ciastelana";
- il "SI", la "Dardena";
- il "RE", la "Pizola".[15]

### Interno
La navata interna è unica, con arricchimenti alle pareti costituiti da coppie di lesene con capitelli in stucco. Le quattro campate sono difformi tra loro e sono separate da archi, con volte a botte e volte a botte unghiata. Ai lati dell'arco santo un gradino eleva gli altari laterali. Quattro gradini conducono al presbiterio, concluso dal piccolo abside rettangolare dietro l'altare maggiore; qui si aprono sulle pareti laterali due finestre gemelle e nella parte centrale un'altra finestra.
La chiesa presenta tre altari:
- l'altare maggiore, in marmo bianco e rosso, risale al XVIII secolo e conserva una pala seicentesca raffigurante Madonna con Bambino e San Nicolò[16], attribuita all'artista Dalla Torre di Mezzana.[2][17][18]
- L'altare laterale di destra, dedicato a santa Barbara, risale al XVIII secolo e presenta una nicchia con la statua lignea di Santa Barbara, realizzata da Giuseppe Obletter intorno al 1927 e fatta costruire grazie alle donazioni dei minatori locali lì presenti in occasione della costruzione di una galleria che portava l'acqua del rio Pongaiola e del Noce fino alla centrale di Mezzocorona. In origine al posto dell'attuale nicchia era presente una pala raffigurante Santa Barbara, con l'ancona realizzata da "uno degli Strobl di Cles".[19][20]
- L'altare laterale di sinistra, anch'esso settecentesco, dedicato a santa Lucia, conserva la pala seicentesca raffigurante Santa Lucia, presumibilmente realizzata dallo stesso Dalla Torre.[14][21] L'altare aveva un'ancona intagliata da Pietro Strobl junior, ora non più esistente, che gli fu commissionata nel 1681 per la cifra di 18 ragnesi, dorata poi da Francesco Paoli nel 1698.[22]

In fondo all'aula è collocata una pila acquasantiera in pietra rosa, che riporta la data 1765. Sulle pareti laterali sono presenti i quadri delle quattordici stazioni della Via Crucis, che nel 1870 furono donate dal conte Matteo Thun per volere del curato Giovanni Battista Conci e sostituirono le precedenti in pessime condizioni. Le cornici vennero realizzate dallo scultore Fedele Battocletti, di Cavareno. 
Battocletti realizzò inoltre la statua della Vergine Maria nel 1855, in seguito all'introduzione da parte di Papa Pio IX del dogma dell'Immacolata Concezione e il Crocifisso policromo, nel 1860, presenti nella parte sinistra del presbiterio.